# كاسبر وينثر يورغنسن
كاسبر وينثر يورغنسن (بالدنماركية: Kasper Winther Jørgensen)‏ هو مجدف دنماركي، ولد في 21 مارس 1985 في كوبنهاغن في الدنمارك.

## وصلات خارجية
- كاسبر وينثر يورغنسن على موقع الاتحاد الدولي للتجديف (الإنجليزية)
- كاسبر وينثر يورغنسن على موقع أوليمبيديا (الإنجليزية)